# SS Fiberglass
SS Fiberglass Indústria e Comércio de Veículos Ltda. ist ein brasilianischer Hersteller von Automobilen.

## Unternehmensgeschichte
Ernani Luiz Kranz gründete 1991 das Unternehmen in Montenegro. Die Produktion von Automobilen begann in einem Werk in São José do Sul. Der Markenname lautet SS, wenngleich auch SS Fiberglass und SS Fibreglass überliefert sind. Für die Jahre von 2000 bis 2003 sind jeweils 30 Fahrzeuge überliefert.

## Fahrzeuge
Im Angebot stehen Nachbildungen von amerikanischen Fahrzeugen der 1930er bis 1950er Jahre. Die Basis bildet ein eigenes Fahrgestell. Radaufhängungen und Bremsen stammen vom Chevrolet Opala. Verschiedene Vierzylinder- sowie V6- und V8-Motoren von Chevrolet und Ford treiben die Fahrzeuge an. Die Karosserien bestehen aus Fiberglas.
Das erste Modell SS 34 ähnelt als Coupé einem Ford Coupé von 1934. Die Bauformen für die Karosserie wurden aus den USA importiert. Roadster, zweitürige Limousine und Kastenwagen folgten. Der SS 38 ähnelt einem Chevrolet von 1938 und der SS 41 einem Willys von 1941.
Auf der Basis von Pick-ups von Chevrolet und Ford entstehen Nutzfahrzeuge. Der SS 48 ist vom 1948er Ford inspiriert und der SS 51 vom 1951er Ford. Die Karosserien dieser Pick-ups und Kastenwagen bestehen ebenfalls aus Fiberglas. Zur Wahl stehen Ottomotoren und Dieselmotoren.